# Le Chambon-Feugerolles
Le Chambon-Feugerolles è un comune francese di 13 119 abitanti situato nel dipartimento della Loira della regione dell'Alvernia-Rodano-Alpi.

## Società

### Evoluzione demografica
Abitanti censiti